# Mezium andreaei
Mezium andreaei is een keversoort uit de familie klopkevers (Ptinidae). De wetenschappelijke naam van de soort werd in 1953 gepubliceerd door Maurice Pic.